# Ganglion

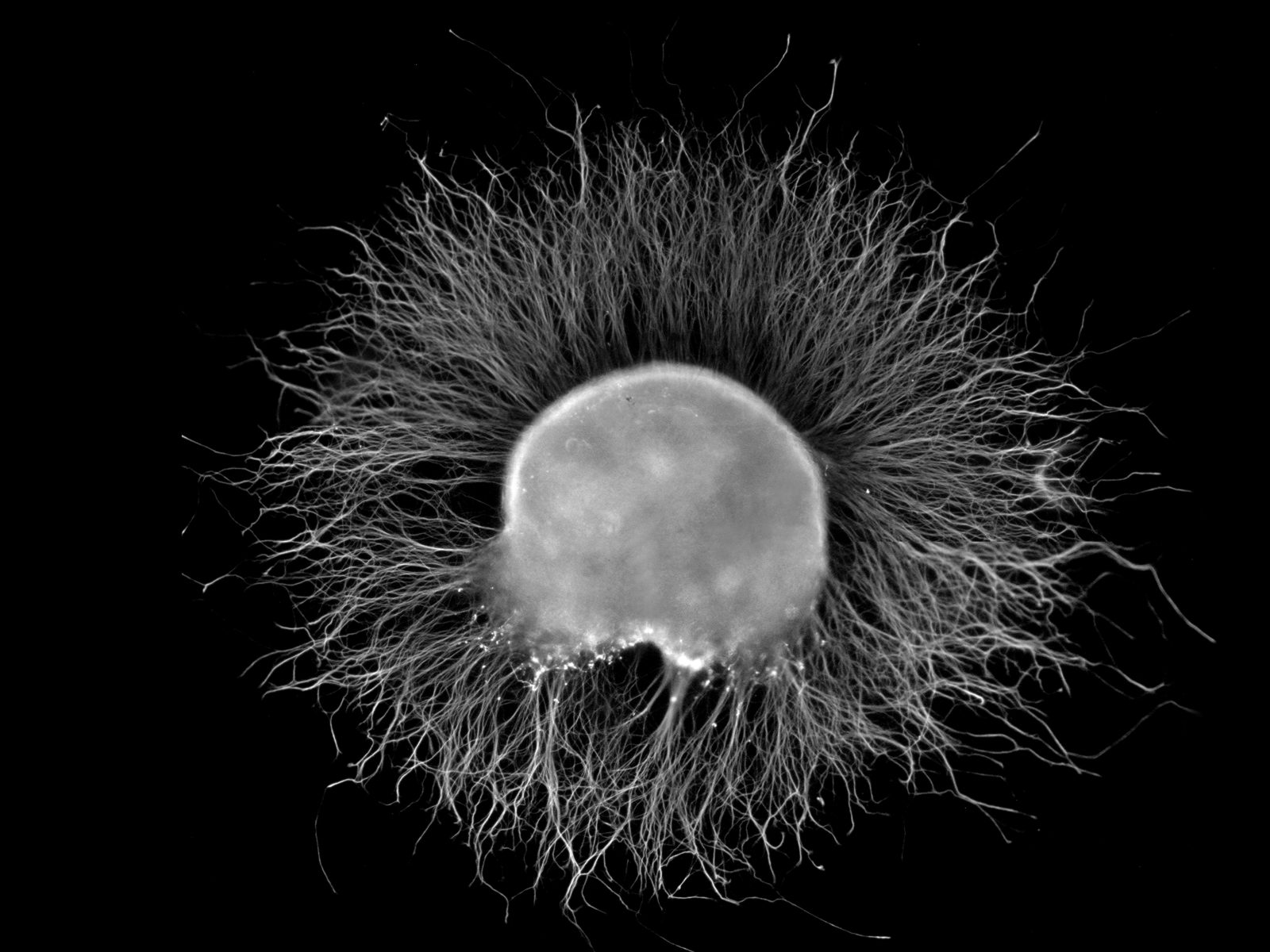
Spinální ganglion ze zadních míšních kořenů sedmidenního embrya kuřete; stimulován pomocí NGF faktoru a pozorován pod mikroskopem

Ganglion či ganglium (střední rod; množ. č. ganglia) je nervová uzlina tvořená shlukem nervových buněk (neuronů). Ganglia se netvoří u živočichů s difúzní (rozptýlenou) nervovou soustavou (žahavci – polypy i medúzy).
Největší ganglion je umístěno v hlavové části těla (tzv. mozkové ganglion). Od něj obyčejně odstupují jeden nebo více nervových pruhů, které se táhnou podélně celým tělem. Na nich se mohou vytvářet další uzliny (ganglia), které se obvykle označují podle orgánu, jenž leží v sousedství (např. ganglion umístěné nad jícnem se nazývá nadjícnové, viz kroužkovci). V uspořádání nervových uzlin existuje velká rozmanitost – co živočišný kmen, to jiné uspořádání. Ganglia většiny živočichů vytvářejí centrální nervovou soustavu.
V lidském těle se za ganglia obvykle považují svazky nervových buněk v periferní nervové soustavě. Vyskytují se ve stěnách orgánů (např. v trávicí soustavě), případně samostatně ve vlastním vazivovém pouzdru.